# Zdeněk Svoboda (duchovní)
Zdeněk Svoboda (5. července 1927 Slavkov – 19. února 2021 Zlín) byl farář Církve československé husitské, básník, esejista, textař, editor a překladatel.

## Životopis
V letech 1938–1945 vystudoval gymnázium v Uherském Brodě. V září 1944 byl totálně nasazen na odklízení trosek po náletu v Kuřimi. V roce 1946 maturoval na gymnáziu v brněnských Žabovřeskách. Na Filozofické fakultě Masarykovy univerzity studoval v letech 1946–1949 češtinu a filozofii a v letech 1949–1951 na Husově československé bohoslovecké fakultě. Byl vysvěcen prvním brněnským biskupem Václavem Janotou 6. srpna 1951.
Jako farář či pomocný duchovní působil na 12 místech: v Kdyni (1951–1952), Hrušovanech u Brna (1952), Počátkách (1952–1953), Brně-Černovicích (1953–1955), Brně (1955–1956), Střelicích (1956–1959), Brně-Židenicích (1960), Tišnově (1960–1965), Moravské Třebové (1965–1967), Nové Pace (1967–1976), Kyjově (1976–1990) a ve Zlíně (1991–1996).
S manželkou Jarmilou Oleníčkovou (1930–2002) se seznámil během studií na bohoslovecké fakultě. Svatbu měli 20. prosince 1952 a v roce 1957 se jim narodil syn David. Manželka byla rovněž farářkou a překladatelkou. Některé knihy překládali společně.

## Dílo
- O radosti víry. Praha: Ústřední církevní nakladatelství, 1972.
- Tak Bůh miloval svět. Praha: Ústřední církevní nakladatelství, 1986.
- Nezaklepávejte mě slova. Praha: Blahoslav, 1995. 78 s. ISBN 80-7000-396-0.
- O princích Áránovi a Árámovi a jiné pohádky. Brno: Brněnská diecéze Církve československé husitské, 2007. 79 s. ISBN 978-80-87219-04-1.
- Stesky a rozbřesky. Brno: Brněnská diecéze Církve československé husitské, 2008. 56 s. ISBN 978-80-87219-01-0.
- O deseti značkách. Brno: Brněnská diecéze Církve československé husitské, 2011. 23 s. ISBN 978-80-87219-27-0.
- Pro chléb a víno... (k 85. narozeninám faráře Zdeňka Svobody). Brno: Brněnská diecéze Církve československé husitské, 2012. 123 s. ISBN 978-80-87219-07-2.

### Překlady
- DE VRIES, Anne. Radost pro všechny. Praha: Ústřední církevní nakladatelství, 1971. 136 s.
- DACHSEL, Joachim. Stan setkávání. Praha: Blahoslav, 1990. 131 s. ISBN 80-7000-036-8., verše, modlitby, meditace, překlad společně s manželkou Jarmilou
- GASZTOLD, Carmen Bernos de. Modlitby z archy. Praha: Portál, 1992. 61 s. ISBN 80-85282-35-6.
- DACHSEL, Joachim. Můj bratr osel a já: život s berlemi. Praha: Blahoslav, 1996. 86 s. ISBN 80-7000-006-6., překlad společně s manželkou Jarmilou
- MARTI, Kurt. Něha a bolest. Praha: Církev československá husitská, 2001. 136 s. ISBN 80-7000-085-6., soubor básní, kázání, glos a příběhů, překlad společně s manželkou Jarmilou
- Na voze Eliášově: výbor z maďarské poezie. Praha: Blahoslav, 2005. ISBN 80-7000-030-9., výbor z maďarské křesťanské poezie, překlad společně s Danielem Kostsánszkym